# 스데로트

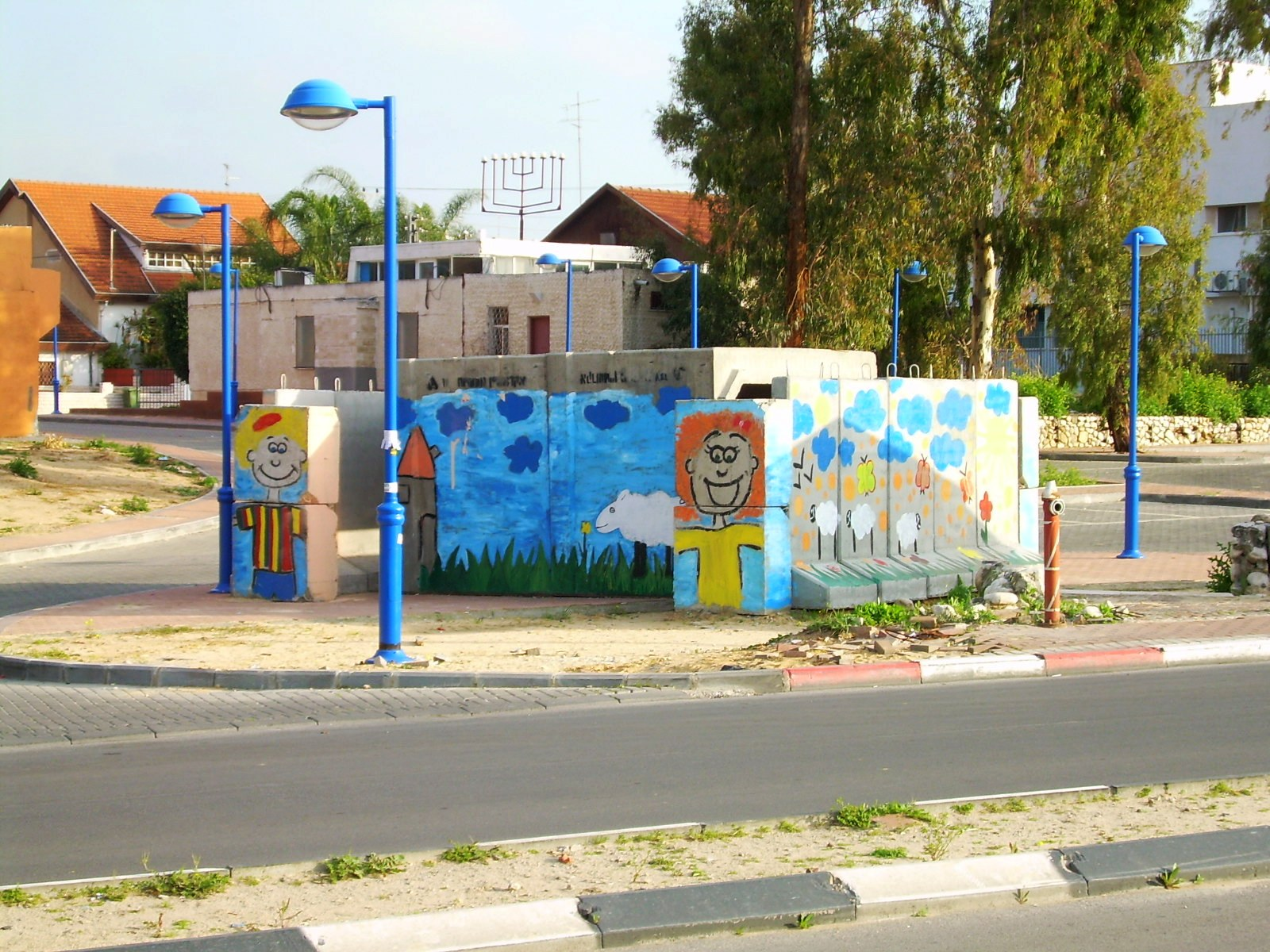
스데로트 시내에 있는 방공호

시 문장

스데로트(히브리어: שדרות)는 이스라엘 남부 구에 있는 도시로 면적은 4.5km2, 인구는 20,700명(2009년 기준)이다. 도시 이름은 "큰 길"을 뜻하는 히브리어에서 유래된 이름이다.
1951년 쿠르디스탄과 이란 출신의 유대인 이민자들을 위한 임시 수용소가 설립되었으며, 계획 도시로 지정된 이후 모로코 출신 유대인들이 대거 정착해 1996년 시로 승격되었다. 가자 지구의 가자와 가까운 편이며, 2008년 가자 전쟁 당시 팔레스타인의 로켓 공격의 주요 목표가 되었다.